# 지방도 제367호선
지방도 제367호선은 고양시 덕양구 벽제동과 경기도 연천군 장남면 판부리를 잇는 경기도의 지방도이다. 전 구간 왕복 2차로로 구성되어 있는 것이 특징이다.

## 연혁
- 2005년 3월 28일 : 지방도 제367호선을 새로 지정[1]
- 2007년 7월 16일 : 식현 ~ 두지간 도로(파주시 적성면 식현리 ~ 두지리) 2.28km 구간 개통[2]
- 2013년 4월 15일 : 파주시 적성면 두지리 ~ 원당1 교차로 1.4km 구간 장남교 개통[3]

## 주요 경유지
- 고양시
  - 덕양구 벽제삼거리 - 앵무교 - 서울시립공동묘지 - 계명1교 - 계명2교 - 벽제공동묘지 - 됫박고개

- 파주시
  - 광탄면 됫박고개 - 보광교 - 영장리 - 영장삼거리 - 영장보건진료소 - 이시소자연문화체험학교(구 신산초등학교 영장분교) - 영장1교 - 노스팜컨트리클럽 - 새재고개

- 양주시
  - 광적면 새재고개 - 송추CC - 비암2교 동단 - 비암2교 - 견준바위삼거리 - 비암2리 장수마을회관 - 비암리훈련장

- 파주시
  - 법원읍 개철교 - 개철교 북단 - 갈곡2교 - 파주CC - 갈곡교 - 수암교 회전교차로 - 수암교 - 파주시법원도서관 - 율곡고등학교 - 천현초등학교 - 법원사거리 - 이마트에브리데이 법원점 - 법원초등학교 - 금곡고개 - 금곡초등학교(폐교) - 금곡교 - 금곡삼거리 - 곰시고개 - 웅담리 - 웅담치안센터 - 웅담우체국 - 웅담초등학교 - 타이거CC
  - 파평면 덕천리
  - 적성면 식현사거리 - 적서초등학교 - 두지사거리 - 두지 교차로 - 두지삼거리 - 적성 교차로 - 장남교

- 연천군
  - 장남면 장남교 - 장남 교차로 - 원당리 - 장남면 행정복지센터 입구 - 판부리

## 중복 구간
- 파주시 광탄면 영장삼거리 ~ 이시소자연문화체험학교(구 신산초등학교 영장분교) : 국가지원지방도 제98호선과 중복
- 파주시 법원읍 개철교 북단 ~ 법원사거리 : 국가지원지방도 제56호선, 지방도 제364호선과 중복
- 파주시 법원읍 법원사거리 ~ 연천군 장남면 판부리 : 국가지원지방도 제78호선과 중복
- 양주시 광적면 비암2교 동단 ~ 견준바위삼거리 : 지방도 제360호선과 중복

## 도로명
- 고양시 덕양구 벽제삼거리 ~ 파주시 광탄면 영장삼거리 : 보광로
- 파주시 광탄면 영장삼거리 ~ 이시소자연문화체험학교(구 신산초등학교 영장분교) : 기산로
- 파주시 광탄면 이시소자연문화체험학교(구 신산초등학교 영장분교) ~ 양주시 광적면 비암2교 동단 : 쇠장이길
- 양주시 광적면 비암2교 동단 ~ 견준바위삼거리 : 부흥로
- 양주시 광적면 견준바위삼거리 ~ 파주시 법원읍 개철교 북단 : 부흥로21번길
- 파주시 법원읍 개철교 북단 ~ 수암교 회전교차로 : 화합로
- 파주시 법원읍 수암교 회전교차로 ~ 법원사거리 : 사임당로
- 파주시 법원읍 법원사거리 ~ 연천군 장남면 장남 교차로 : 술이홀로
- 연천군 장남면 장남 교차로 ~ (장남면 행정복지센터 입구) :  원당로
- 연천군 장남면 (장남면 행정복지센터 입구) ~ 판부리 : 장백로